# ACTA2
ACTA2‏ (Actin, alpha 2, smooth muscle, aorta) هوَ بروتين يُشَفر بواسطة جين ACTA2 في الإنسان.